# Touzac (Charente)
Touzac korábbi község Franciaországban, Charente megyében. Lakosainak száma 393 fő (2018. január 1.). Touzac Barbezieux-Saint-Hilaire, Bonneuil, Criteuil-la-Magdeleine, Lignières-Sonneville, Malaville, Saint-Médard és Viville községekkel határos.
2017. január 1-jén négy másik korábbi községgel egyesült és az így létrejött Bellevigne új község része lett.

## Népesség
A település népessége az elmúlt években az alábbi módon változott:
| Lakosok száma | 545  | 527  | 461  | 447  | 459  | 451  | 430  | 412  | 400  | 393  |
|               | 1968 | 1975 | 1982 | 1990 | 1999 | 2011 | 2013 | 2015 | 2017 | 2018 |